# Çavuşin

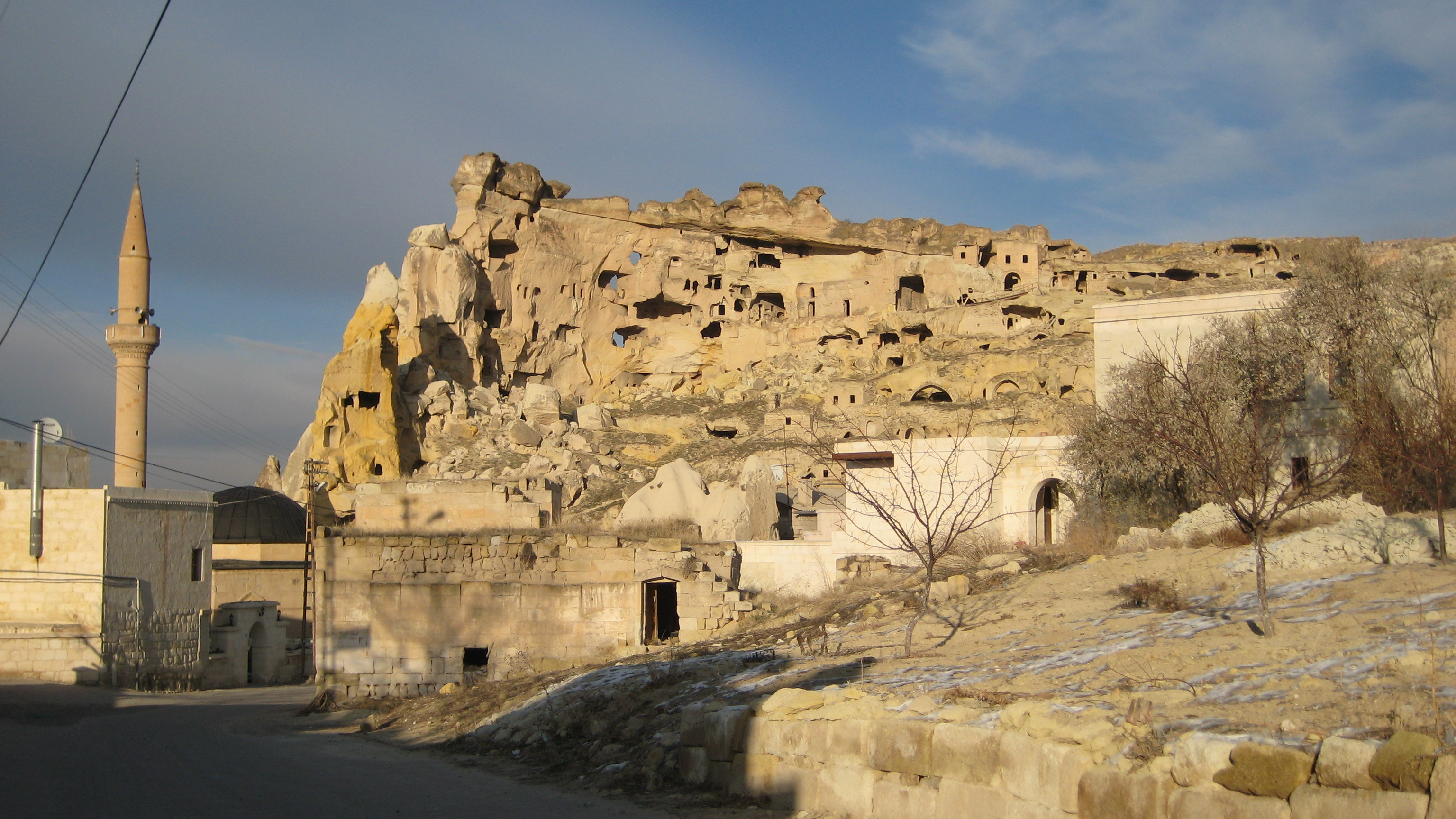

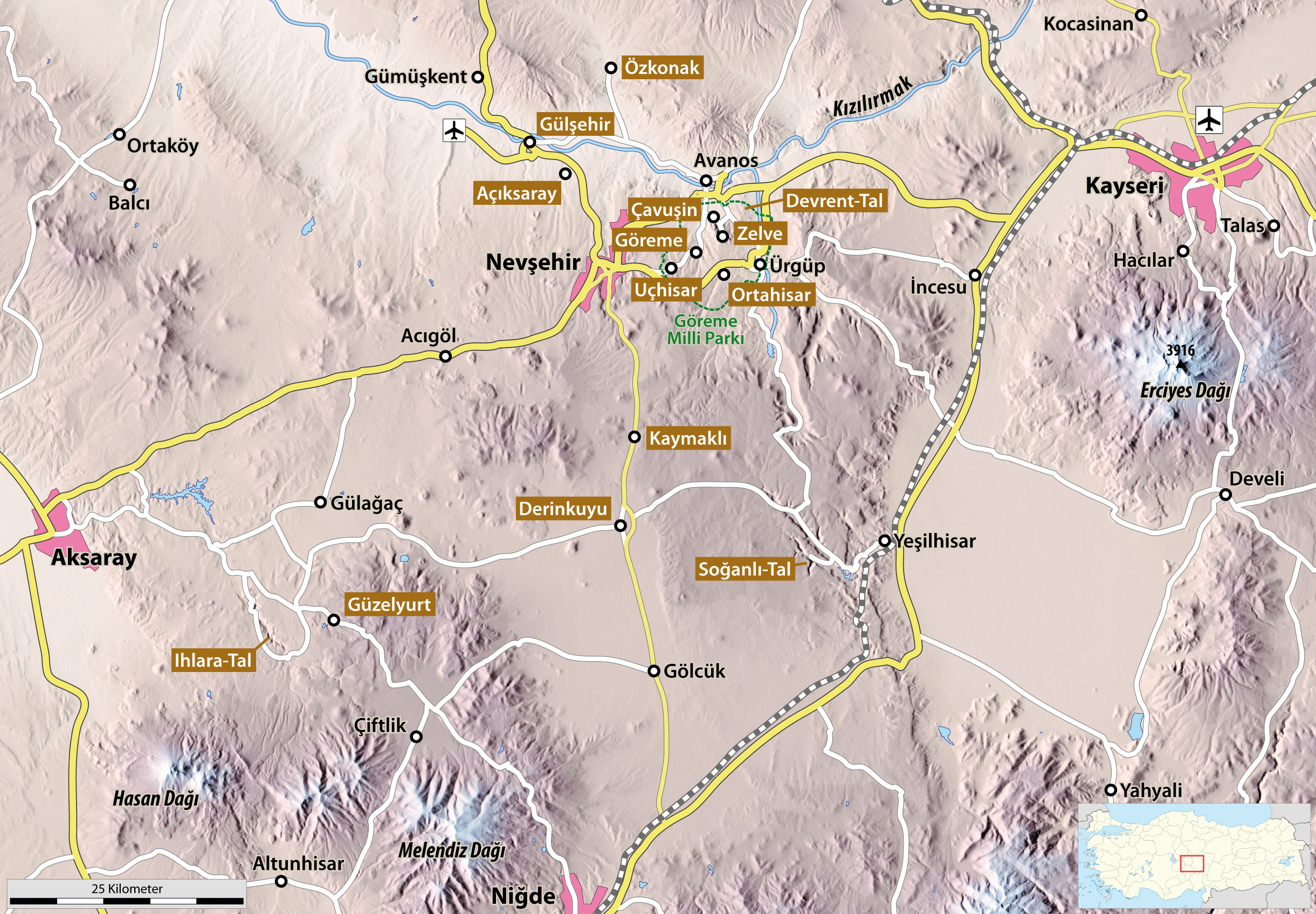
Çavuşin und andere sehenswerte Orte in Kappadokien

Çavuşin ist ein Dorf (Köy) im Landkreis Avanos der Provinz Nevşehir in Kappadokien in der Türkei an der Verbindungsstraße zwischen Avanos und Göreme, etwa fünf Kilometer nördlich von Göreme.

## Sehenswürdigkeiten

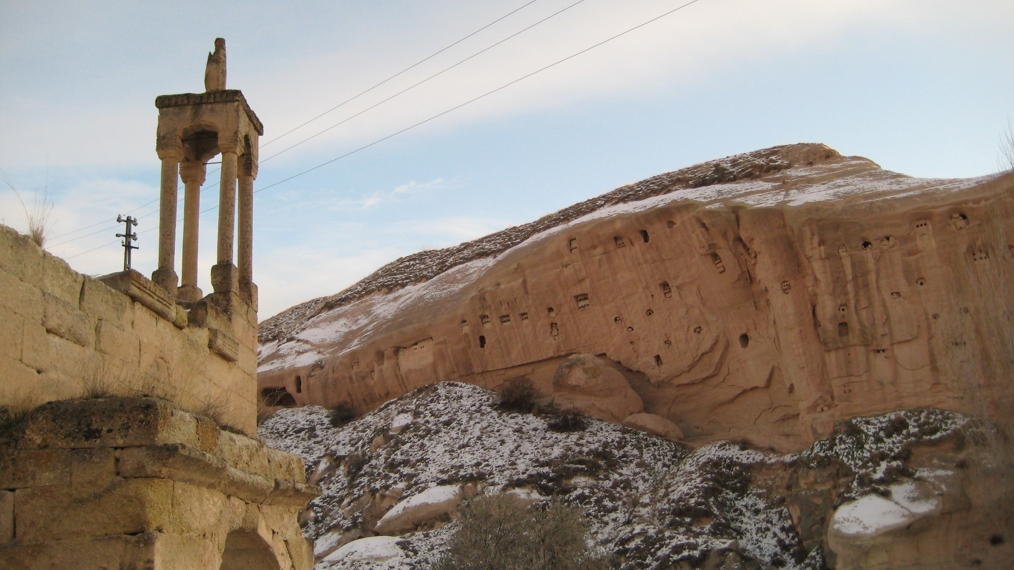

Eine der ältesten Höhlenkirchen von Kappadokien ist die Johanneskirche (auch Täuferkirche), vermutlich aus dem 5. Jahrhundert. Nach einem Felsabbruch 1963 ist von ihr nur noch der Apsisabschluss mit in den Fels gehauenen Bänken zu sehen. Die vorhandenen Malereien sind kaum noch zu erkennen.
Im nördlichen Teil des Dorfes liegt die Taubenschlagkirche (Çavuşin Güvercinlik Kilisesi) aus dem 11. Jahrhundert n. Chr. In ihrem weggebrochenen Narthex sind Fresken der Erzengel Michael und Gabriel zu sehen. Im Inneren der einräumigen Kirche mit Tonnengewölbe und drei Apsiden findet sich ein Bilderzyklus aus dem Neuen Testament. Aufgrund einer Abbildung des byzantinischen Kaisers Nikephoros Phokas können die Malereien ins 10. Jahrhundert datiert werden. Die Kirche ist ohne Säulen angelegt. Neben der Kirche befindet sich ein verlassenes Kloster mit zugehöriger Grabanlage.
Im nahegelegenen Rosental (Güllüdere) findet man mit der Ayvalı Kilise (Kirche mit den Quitten) eine Doppelkirche aus Katholikon (Hauptkirche) und Parekklesion (Seitenkapelle), die über einen Durchgang verbunden sind. Ihre Malereien, darunter eine Deësis und die Himmelfahrt, sind stark geschwärzt. Im Roten Tal (Kızıl Çukur) liegt die Haçlı Kilise, welche ein Kreuz in der Decke und umfangreiche Fresken über dem Altar zeigt.
Im Paşabağı Tal finden sich einige der am häufigsten fotografierten Tuffsteinmotive. Unter anderem die sogenannten Drillinge (Tuffsteine, die sich zur Spitze in drei Spitzen teilen) oder die örtliche Station der Jandarma, die ihren Sitz ebenfalls im Tuffstein hat. Es liegt auf dem Weg von Çavuşin nach Zelve.